# إيفان كوترونيو
إيفان كوترونيو (بالإيطالية: Ivan Cotroneo) (و. 1968  م) هو كاتب، وكاتب سيناريو، ومخرج أفلام، ومترجم إيطالي، ولد في نابولي.

## وصلات خارجية
- إيفان كوترونيو على موقع IMDb (الإنجليزية)
- إيفان كوترونيو على موقع ألو سيني (الفرنسية)
- إيفان كوترونيو على موقع أول موفي (الإنجليزية)
- إيفان كوترونيو على موقع قاعدة بيانات الفيلم (الإنجليزية)
- إيفان كوترونيو على موقع كينوبويسك (الروسية)